# Star Gate – Das Original

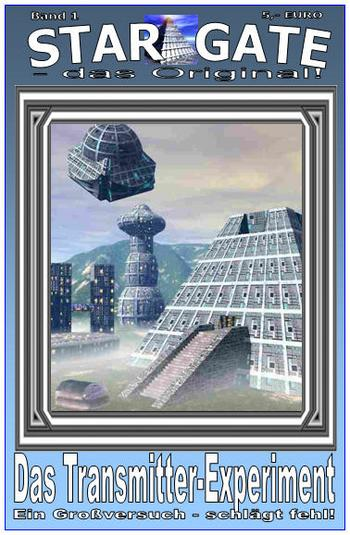
Titelbild des ersten Bandes der Neuauflage der deutschen Science-Fiction-Serie Star Gate (2005).

Star Gate ist eine deutsche Science-Fiction-Romanserie, die 1986 von den Autoren W. K. Giesa, Wilfried A. Hary, Uwe Anton und Frank Rehfeld entwickelt worden ist und ab 2005 neuaufgelegt weitergeschrieben wird. Ihr Ursprung liegt zeitlich weit vor der bekannteren amerikanischen Serie Stargate, daher wurde der deutschen Serie der Beiname „Das Original“ gegeben. Ferner wird in der deutschen Serie der Name getrennt geschrieben.

## Beginn der Serie und Konzept
Die Erde im Jahre 2063 wird von Konzernen beherrscht; Nationen und Staaten haben ihre Bedeutung verloren, Menschenrechte scheinen nicht mehr zu existieren. Einer dieser Konzerne, Mechanics Inc., mit Sitz in Detroit arbeitet eifrig an der Inbetriebnahme eines Sternentores. Das Konkurrenzunternehmen Flibo ist ihnen hart auf den Fersen. Doch Mechanics Inc. ist seinem Konkurrenten eine Nasenlänge voraus. Der Technologiekonzern schickt ein siebenköpfiges Team durch das Tor auf der Erde – doch dann geschieht das Unfassbare: Das Team verschwindet. Auf dem Schwestertor auf dem Mond kommt es nie an. Professor Bryan Holmes, Leiter des Projekts, fliegt umgehend auf den Mond, um das dortige Star Gate zu untersuchen, und den Fehler zu finden.
Währenddessen tritt das Team aus dem Stargate – auf einem fremden Planeten. Langsam schwant ihnen, dass sie versehentlich in ein bereits existierendes Sternentor-Netz eingedrungen sind.
Das Konzept besteht darin, Teams viele Welten bereisen zu lassen, wo sie immer wieder neue Freunde und neue Feinde vorfinden. Die Möglichkeiten sind de facto unendlich. Im Verlauf der Serie übernimmt in einzelnen Romanen immer wieder ein anderer Protagonist die Hauptrolle, sodass es mehrere Stränge gibt. Der Hauptstrang wird anhand des Alpha-Protagonisten Ken Randall erzählt.

## Geschichte der Serie
Im Jahr 1986 suchte der neugegründete Merkur-Verlag in Essen Autoren für eine neue SF-Serie mit dem Namen STAR GATE – Tor zu den Sternen. Unter anderem meldete sich Werner Kurt Giesa, dessen Textproben bei den Verlegern Volker Krämer und Werner A. Wilbert gut ankamen, so dass sie ihn ins vierköpfige Autorenteam aufnahmen. Auf der ersten Redaktionskonferenz wurde beschlossen, eine Seriengeschichte um Materie-Transmitter und Sternen-Straßen zu konzipieren. Auf Giesas Vorschlag hin wurde Frank Rehfeld zum Exposé-Autor, auch um ihm eine Chance zur Profilierung zu geben, was die anderen drei nicht mehr benötigten. Den (pseudo-)wissenschaftlichen Hintergrund erarbeitete W. A. Hary, Uwe Anton die sozialen Strukturen sowie das Wirtschaftssystem und Giesa war für Personen und Charaktere zuständig.
Aufgrund von mangelhafter Distribution der Grossisten kam trotz überwiegend sehr positiver Zuschriften das Aus für die Serie nach Band 11 (Band 12 wurde zwar noch gedruckt, kam aber nicht mehr zur Auslieferung). Die Hefte wurden von den Großhändlern  nicht ausgeliefert und die noch plastikverschweißten Paletten komplett remittiert. In der Folge wurden auch die Honorare nicht, zu spät oder unvollständig gezahlt. Da die Ausgaben in keinem Verhältnis zu den Einnahmen standen, wollte die Bank das Projekt nicht weiter finanzieren.
Der Verlag setzte die Serie mit veränderten Konzept als Abo-Serie Star Gate – Tor zu den Sternen mit Werner K. Giesa als Alleinautor fort. Auf Grund mangelnder wirtschaftlicher Tragfähigkeit wurde auch diese Serie eingestellt. Nach 2000 gab es mehrere Wiederbelebungsversuche in Buchform (u. a. Blitz-Verlag). Dabei wurde die ursprüngliche Serie außer Acht gelassen und die Handlung der Abo-Serie fortgeführt.
Seit 2005 erscheint die ursprüngliche Serie, inklusive des damals unveröffentlichten Romans wieder komplett im Verlag Hary-Production. Aktuell wird noch an der Serie geschrieben, und es entstehen weitere Folgen, die z. T. auch als Hörbuch erhältlich sind.

## Dramatis Personae
- Kenneth „Ken“ Randall – Survival-Spezialist in Diensten von Mechanics Inc.
- Tanya Genada – Survival-Spezialistin in Diensten von Mechanics Inc.
- Bryan Holmes – Leitender Wissenschaftler des Projektes Star Gate bei Mechanics Inc.
- Clint Fisher – Leiter der Sicherheitsabteilung von Mechanics Inc.
- Lino Frascati – Konzernleiter von Mechanics Inc.
- Jerry Bernstein – Reporter
- Haiko Chan – Survival-Spezialist in Diensten von Mechanics Inc. mit mongolischer Abstammung
- Eberhard von Wylbert – Leitender Wissenschaftler bei Flibo
- Dr. Janni van Velt – Wissenschaftlerin
- Dr. Dimitrij Wassilow – Wissenschaftler
- Dr. Yörg Maister – Wissenschaftler
- Mario Servantes – Wissenschaftler
- Juan da Costa – Wissenschaftler
- Herbert Nelles – Wissenschaftler
- Pieto – ein Bulowa
- Xybrass – ein Außerirdischer

## Die Welt der Serie
Die Welt, in der die Serie spielt, unterscheidet sich eklatant von unserer Welt. Große Konzerne haben die Macht übernommen, Staaten und Nationalitäten sind zur Bedeutungslosigkeit verkommen. Die UNO gibt vor, über Wohl und Wehe der Menschheit zu wachen, gleicht jedoch einem zahnlosen Tiger, über den die Konzerne nur lachen.
Die Menschen, die für die Konzerne arbeiten, müssen sich restriktive Verträge gefallen lassen, die in ihre intimsten Sphären eingreifen. Menschen, die sich gegen ihre Arbeitsverträge vergangen haben, kommen in eine Strafkolonie auf die Venus, wo sie unter unmenschlichen Bedingungen in den Kobaltminen schuften müssen. Über die Menschenrechtsklauseln der UNO sehen die Konzerne großzügig hinweg.
Selbst in diesem quasi rechtsfreien Raum gedeihen Markt und Nachfrage. Technologische Entwicklung wird vorangetrieben, um damit Gewinne zu erzielen. Starke Sicherheitskräfte schützen die Konzerne vor Wirtschaftsspionage und Sabotage. Doch hin und wieder gelingt es einem Agenten, den Sicherheitsgürtel zu überwinden.